# Ofensiva de Sanç Garcés (1156)
L'Ofensiva de Sanç Garcés, dux de Pamplona és la campanya militar iniciada l'agost del 1156 pel fill de Garcia Ramires, dux de Pamplona contra Ramon Berenguer IV.

## Context
L'ofensiva s'emmarca en la problemàtica sorgida arran del Testament d'Alfons I d'Aragó (1131) per la seva successió.

## L'ofensiva
Sanç Garcés aprofità l'absència de Ramon Berenguer IV, que estava batallant a les Guerres baussenques a Provença, per iniciar la seva ofensiva. Concentrà les seves forces Tudela i l'agost del 1156 ocupà Fontellas, prop de Tudela. Seguidament, durant el mes de desembre del 1156, realitzà una ràtzzia per terres aragoneses fins a Saragossa.

## Conseqüències
El 15 de gener del 1157, el bisbe de Pamplona, que s'havia ofert com a penyora davant de Ramon Berenguer IV en cas que Sanç Garcés ataqués Aragó durant l'absència del comte català, es veié obligar a complir la seva promesa, doncs Ramon Berenguer reclamà al Papa l'inclompliment, i aquest havia estès butlla el 15 de gener del 1157 recordant el jurament del bisbe. Està documentat que el juny del 1157, el bisbe encara estava en poder del comte de Barcelona.